# Giovanni Battista Buonamente
Giovanni Battista Buonamente (né vers 1595 à Mantoue en Lombardie et mort en 1642 à Assise) était un compositeur et violoniste italien de la première moitié du XVIIe siècle, correspondant au début de la période baroque.

## Biographie
Prêtre franciscain, Buonamente a été jusqu'en 1622 environ au service de la famille princière Gonzague à Mantoue. Au cours des premières années de cet engagement, il demeura vraisemblablement sous l'influence musicale de Salomone Rossi et de Claudio Monteverdi, dont il fut peut-être l'élève. De 1626 à 1630, il fut musicien de chambre et compositeur impérial à la Hofkapelle de Vienne. En 1627, il participa aux fêtes du couronnement de Ferdinand III à Prague. En 1632, il travailla pendant une année comme violoniste à l'église  Madonna della Steccata à Parme.
En 1633, il devint maître de chapelle (maestro di cappella) à Assise et le resta jusqu'à sa mort.
Buonamente a composé environ 160 œuvres sacrées, qui ont toutes disparu. Par contre plusieurs de ses sonates, pour un ou plusieurs instrument à cordes ont été préservées. Ses premières œuvres se situent dans la tradition de Giovanni Gabrieli, puis il a évolué pour se rapprocher d'un style emprunté à l'Autriche.

## Œuvres
- Il quarto libro de varie de sonate, sinfonie, gagliarde, corrente, e brandi per sonar con due violini & un basso di viola (Venise, 1626)
- Il sesto libro di sonate et canzoni ... (Venise 1636)
- Il settimo libro di sonate, sinfonie ... (Venise, 1637)